# باتريك ميفونجو
باتريك ميفونجو (بالفرنسية: Patrick Mevoungou)‏ (15 فبراير 1986 بياوندي في الكاميرون - ) هو لاعب كرة قدم كاميروني في مركز الوسط .
شارك مع منتخب الكاميرون تحت 17 سنة لكرة القدم ومنتخب الكاميرون لكرة القدم. أما مع النوادي، فقد لعب مع أدميرا فاكر مودلينغ وشتورم غراتس وغيور تورنا أوزتالي ونادي داليان شيده ونادي رينوفا ونادي كانون ياوندي ويونيون دوالا ونادي الطائي.

## وصلات خارجية
- باتريك ميفونجو على موقع قاعدة بيانات كرة القدم.إي يو (الإنجليزية)
- باتريك ميفونجو على موقع ناشيونال فوتبول تيمز (الإنجليزية)
- باتريك ميفونجو على موقع Soccerway.com (الإنجليزية)
- باتريك ميفونجو على موقع عالم كرة القدم.نت (الإنجليزية)